# Livio Caputo
Livio Caputo (Vienna, 24 agosto 1933 – Milano, 14 giugno 2021) è stato un giornalista, scrittore e politico italiano.
Dal 17 maggio 2021, per poco meno di un mese, è stato il direttore ad interim del Giornale, considerate le dimissioni rassegnate da Alessandro Sallusti.

## Biografia
Nato in Austria da padre piemontese di famiglia napoletana e madre triestina, si laurea in Giurisprudenza presso l'Università degli Studi di Torino.
Intraprende la carriera giornalistica durante gli anni dello studio, diventando prima corrispondente da Bonn per il Corriere d'Informazione e il settimanale Gente, per poi trasferirsi a Londra come inviato dei quotidiani Il Resto del Carlino e La Nazione e del settimanale Epoca. Acquisita un'ampia esperienza del lavoro giornalistico, nel 1965 viene inviato a New York, come capo della redazione dei periodici della Mondadori.
Rientra in Italia nel 1970. È inviato per Epoca, di cui diventa per un breve periodo direttore nel 1976. Viene subito chiamato al Giornale. Per il quotidiano fondato e diretto da Indro Montanelli è inviato ed editorialista. Ha anche un'esperienza alla televisione: si distingue come uno dei commentatori di Telemontecarlo. Nel 1979 Nino Nutrizio lo sceglie come suo successore alla guida del quotidiano La Notte. Caputo rimane in carica fino al 1984, quando il giornale viene ceduto al gruppo Rusconi. Passato al Corriere della Sera come capo dei servizi esteri, nel 1992 Caputo ritorna al Giornale come vicedirettore. La collaborazione è continuato fino alla sua morte con articoli di politica estera e con la rubrica quotidiana di risposte alle missive dei lettori "Dalla vostra parte".
Nel 1994 si candida al Senato nelle file di Forza Italia nel collegio di Bergamo. Viene eletto e diventa prima vice capogruppo vicario e poi sottosegretario agli Affari Esteri. Non rieletto nel 1996, l'anno seguente entra nel Consiglio comunale di Milano, dove rimane fino al 2006.
È stato per 40 anni uno degli esponenti più in vista del movimento liberale italiano, prima nel PLI, poi in Forza Italia.
Dal 17 maggio 2021 è stato il direttore ad interim del Giornale, considerate le dimissioni rassegnate da Alessandro Sallusti. È morto il 14 giugno 2021, poco prima di passare le consegne della direzione al nuovo direttore Augusto Minzolini.

## Pubblicazioni
- Un anno in trincea. I dodici mesi della svolta visti dall'osservatorio de La notte, Sesto S. Giovanni, 1980
- Cittadino, pover'uomo, Capone 1982
- Con rabbia e con amore, Spirali 1984